# Klement XIV.
Klement XIV. lat. Clemens PP. XIV. (Sant’Arcangelo di Romagna,  Rimini, 31. listopada 1705. – Rim, 22. rujna 1774.), rođen kao Giovanni Vincenzo Antonio Ganganelli, 249. poglavar Katoličke Crkve, papa od 19. svibnja 1769. do smrti 1774.

## Raniji život
Giovanni Vincenzo Antonio Ganganelli rodio se 31. listopada 1705. u mjestu Sant' Arcangelo di Romagna, u Umbriji, u građanskoj obitelji kao drugi od četvero djece. Njegov otac, Lorenzo Ganganelli bio je po zanimanju liječnik,  a njegova majka, Angela Serafina Maria, rođena Macci (ili Mazzi), domaćica.  Kada je imao nepune tri godine 1708. umire mu otac, a obitelj se seli u Verucchio (Emilia-Romagna), gdje Giovanni pohađa osnovno obrazovanje. Od 1717. nastavlja školovanje kod isusovaca u Riminiju, a kasnije kod redovnika pijarista u Urbinu. Godine 1723. ulazi u franjevački red Male braće konventualaca u Mondainu kod Forlija. Tom prilikom mijenja svoje krsno ime u Lorenzo, u spomen na svoga oca. U razdoblju od 1724. do 1728. boravi u samostanima u Pesaru, Fanu i Recanatiju. Od 1728. do 1731. studira teologiju na Zavodu Sv. Bonaventure u Rimu (Collegio S. Bonaventura), gdje 1731. stječe doktorat iz teologije. O njegovom ređenju za svećenika ne postoje pouzdani podaci, ali je zabilježeno da je u narednim godinama predavao filozofiju i teologiju po samostanima svoga Reda u Ascoliju, Bologni i Milanu. Ganganelli je bio vrstan teolog. Volio je glazbu, poeziju i jahanje. Godine 1741. vraća se u Rim za rektora Zavoda Sv. Bonaventure. Zbog dobrih veza koje je imao u Kuriji, posebno s tada budućim kardinalom Andreom Negronijem (1710. – 1789.), jednim od najbližih suradnika pape Benedikta XIV. (1740. – 1758.), donose mu ulazak u viša tijela Vatikana i funkciju savjetnika Svetog Oficija (današnje kongregacije za religiozno obrazovanje).  Ganganelli se istaknuo kao dobar, savjestan i iskren savjetnik inkvizicije, pa ga papa Klement XIII. (1758. – 1769.) 27. rujna 1759. imenuje kardinalom. U narednim godinama kada je izbio otvoreni sukob između Klementa XIII. i Bourbonaca,  zbog njihovog pritiska na Papu da ukine isusovački red,  kardinal Ganganeli će se sve više udaljavati od isusovaca i politike Klementa XIII. spram tog pitanja.

## Izbor za papu
U trenutku smrti pape Klementa XIII., 2. veljače 1769. Crkva je prolazila kroz velika iskušenja. Galikanizam, jansenizam i racionalizam, prijetili su autoritetu rimskog prvosvećenika. Vladari Francuske, Španjolske, Napulja, Portugala i Parme radili su, uz pomoć raznih sektaša, na jačanju svjetovne vlasti protiv duhovne. Novi papa se morao suočiti sa snažnim političkim pritiscima kojima se Klement XIII. hrabro opirao. Prava "bitka" i dalje je vođena između Rima, s jedne, i Pariza i Madrida, s druge strane, zbog želje vladara tih zemalja za ukidanjem crkvenog reda Družbe Isusove. U Francuskoj i Španjolskoj, kao i u Portugalu isusovci su de facto već bili protjerani, i izbor novog pape bila je idealna prilika da se taj čin i ozakoni u cijeloj Europi i svijetu.
Konklave koje su otpočele 15. veljače 1769. bile su, kao rijetko prije dotada, izložene raznim intrigama i političkim utjecajima. U konklavama su sudjelovala četrdeset šest od pedeset sedam kardinala, koji su se podijelili na dvije struje. Zelanti, koji su bili za ukidanje isusovačkog reda, bili su u manjini i pod svaku cijenu su željeni pridobiti što više kardinala na svoju stranu. Veleposlanici francuskog kralja Luja XV. (1715. – 1774.) i španjolskog kralja Karla III. (1759. – 1788.) čak su zahtijevali da kandidati za budućeg papu moraju potpisati Izjavu, kojom se obvezuju da će, ako budu izabrani, ukinuti isusovački red. Budući da im to nije pošlo za rukom i unatoč raznim zastrašivanjima, Francuska i Španjolska su na temelju svog prava veta, isključili dvadeset trojicu kardinala, kojima su se pridodala i desetorica kardinala koji nisu bili papabili, zbog njihove poodmakle dobi ili nekog drugog razloga.  U takvom nedostatku mogućih kandidata "isplivalo" je ime kardinala Ganganellija, koji također nije dao Izjavu, ali je rekao da papa, uz poštovanje razboritosti i pravednosti, može ukinuti bilo koji red ako za to postoje vrlo važni razlozi. Nakon puna tri mjeseca pregovaranja i dogovaranja, kardinal Ganganelli je 18. svibnja 1769. jednoglasno izabran za novog papu kao Klement XIV.

## Pontifikat
Njegov prethodnik ostavio mu je u nasljeđe otvorene sukobe s gotovo svim katoličkim vladarima u Europi. U svojoj prvoj enciklici novi Papa jasno je definirao svoju politiku: zadržati mir s katoličkim vladarima kako bi si osigurao njihovu podršku u ratu protiv nevjernika.  Papa je pristao na određene ustupke, ali Bourbonci, iako zahvalni za manje ustupke, nisu mirovali dok nije bilo riješeno glavno pitanje, njihova velika spletka, konačno ukidanje reda Družbe Isusove. Unatoč tome, isusovci su još uvijek imali moćne zaštitnike; vladare njemačkih zemalja, kao i zemalja pod vlašću carice Marije Terezije (1740. – 1780.), a napose pruskog kralja Fridrika II. (1740. – 1786.) i ruske carice Katarine II. (1762. – 1796.), koji su se protivili ukidanju isusovačkog reda i to iz praktičnih razloga, jer su isusovci vodili mnoge škole. Kasnije će se to njihovo protivljenje ukidanju Reda pokazati opravdanim, jer je njihovim ukidanjem zatvoreno mnogo škola.
Dana 22. srpnja 1769. novi francuski veleposlanik pri Svetoj Stolici kardinal Francois Joachim de Pierre de Bernis (1715. – 1794.) predstavio je Papi memorandum u ime trojice kraljeva za ukidanjem isusovačkog reda, navodeći da je to nužno zbog opće koristi. U pismu od 30. studenog iste godine, Klement XIV. izričito obećava Luju XV. i Karlu III. ukidanje Reda, ali ne navodi i kada će to učiniti. Papin pokušaj da zabranom primanja novaka postupno "ugasi" isusovački red, bez direktnog ukidanja, nije zadovoljio Španjolsku, pod čijim se utjecajem čak i Marija Terezija postavila neutralno po tom pitanju.  Da bi dokazao iskrenost svojih namjera Papa započinje otvoreno nastupati protiv isusovaca.  Rimljani, nezadovoljni takvim postupcima iskazuju svoje protivljenje takvoj politici Klementa XIV., ali Papa, vezan svojim obećanjima danim Bourboncima,  nije mogao postupiti drugačije. Sjemenište i fakultet u Frescatiju oduzeti su isusovcima i predani na upravljanje mjesnom biskupu, kardinalu Henryju Benedictu Stuartu, vojvodi od Yorka (1725. – 1807.), a potom i druge institucije po cijeloj Italiji i Njemačkoj. Novaci i studenti su poslani natrag svojim kućama, a isusovački katekizmi su zabranjeni. Isusovci nigdje nisu pružali otpor, jer su znali da bi njihovi napori bili uzaludni. 
Dana 4. srpnja 1772. u Rim dolazi novi španjolski veleposlanik José Moñino y Redondo, grof od Floridablanca (1728. – 1808.) kojom prilikom je Papi otvoreno zaprijetio crkvenim raskolom u Španjolskoj. S druge strane, veleposlanik je obećao Papi povrat Avignona i Beneventa, koji su još bili u posjedu Francuske i Napulja. Klementa je doduše razljutila španjolska ponuda simonije, ali je strah od mogućeg raskola u Crkvi bio jači. Ali protiv ukidanja reda još uvijek su bili neki vladari, kao kralj Sardinije Karlo Emanuel III. Savojski (1730. – 1773.) i carica Marija Terezija.  No, kada je 1773. umro Karlo Emanuel III.,  i Marija Terezija nevoljko popušta pod pritiscima svoga sina cara Josipa II. (1765. – 1790.), koji imovinu isusovaca stavlja u vlasništvo države. U takvim okolnostima papa Klement XIV. 21. srpnja 1773. donosi dekret "Dominus ac Redemptor Noster" o ukidanju reda Družbe Isusove. U tom dekretu Papa je obrazložio razloge takve svoje odluke, prebacivši odgovornost za ukidanje isusovačkog reda na same članove toga Reda, optužujući ih za "mnoge loše postupke i djela koja su počinili", počevši od Siksta V. (1585. – 1590.), pa sve do Benedikta XIV. (1740. – 1758.).  Dekret završava odredbom da se sva imovina i ovlasti isusovaca prenesu na upravljanje mjesnim biskupima, te da se obustavi svaki progon članova Reda, potičući vjernike "da žive u miru sa svim ljudima i da ljube jedni druge". Međutim, uslijedio je pravi progon isusovaca, a posebno u Papinskoj Državi. General isusovačkog reda Lorenzo Ricci (1703. – 1775.) doživotno je zatvoren u Anđeoskoj tvrđavi, pod vrlo strogim režimom, a cijela imovina Reda pripala je državi. Iako su svemu "kumovali" Boburbonci, dekret u Francuskoj nije ni objavljen zbog odlučnog protivljenja galikanista unutar Crkve, a osobito pariškog nadbiskupa Christophea de Beaumonta (1703. – 1781.), koji je tvrdio kako je Papina odluka njegov osobni čin, kojeg ne podržava cijela Crkva i da s toga nije obvezujuća u Francuskoj.  S druge strane, španjolski kralj Karlo III. je smatrao kako je Dekret previše blag, jer nije osudio niti nauk, niti moral, a nije ni kaznio isusovce za njihova djela prema svojim  "žrtvama". Poljska i Pruska još su se neko vrijeme opirale ukidanju Reda, dok je ruska carica Katarina II. isusovce stavila pod svoju zaštitu, gdje su isusovci nesmetano nastavili djelovati.
Za takvu nastalu situaciju pogrešno bi bilo osuđivati Papu koji je, nakon dugog kolebanja, morao donijeti takvu odluku. Papa je volio isusovce, koji su bili njegovi prvi učitelji, pouzdani savjetnici i najbolji branitelji Crkve. Očito je, da je Papin jedini motiv za ukidanje Družbe Isusove bio, vratiti Crkvi unutarnji mir i spriječiti prijeteći raskol, a to je mogao postići jedino uklanjanjem jedne od sukobljenih strana. Znakovito je i to da Klement XIV. nije donio Bulu o ukidanju Reda, već podnesak, odnosno Dekret, koji ima manje obvezujuću snagu i lakše ga je opozvati. To će i učiniti njegov nasljednik papa Pio VII. (1800. – 1823.) 1814. godine. Jedina korist koju je Papa imao od ukidanja Reda bio je povratak Avignona i Beneventa pod upravu Papinske Države 
Osim borbe za očuvanje isusovačkog reda, Papa se svim silama zalagao protiv podjele Poljske između Pruske, Rusije i Austrije, ali i na tom polju je doživio neuspjeh. Tijekom 1772. i 1774. Papa unapređuje odnose s Engleskom, srdačno primivši članove britanske kraljevske obitelji u Rimu. Papini pokušaji za poboljšanjem financija Papinske Države razvojem industrije i poljoprivrede,  bili su neuspješni, dok je na kulturnom planu pridonio povećanju papinske zbirke umjetnina, te započeo izgradnju muzeja Pio-Clementino. Za vrijeme svoga pontifikata napisao je četiri enciklike i imenovao šesnaest kardinala u jedanaest konzistorija.

## Papina smrt
U svojoj posljednjoj godini života Papino zdravlje se rapidno pogoršavalo. Sve češće je zapadao u depresije i živio je u stalnom strahu od atentata. Papa Klement XIV. umro je 22. rujna 1774. u Rimu. Zbog brzog raspadanja njegovog tijela krenule su spekulacije kako je otrovan, ali je obdukcija pokazala da su neistinite i da je Papa preminuo od skorbuta. Pokopan je u Bazilici sv. Petra, ali je tijelo 1802. preneseno kod franjevaca konventualaca, u Crkvu sv. Apostola. 